# Верхне-Кошелевские парогидротермы
Верхне-Кошелевские парогидротермы — парогидротермальные источники в южной части полуострова Камчатка.
Находятся на территории Усть-Большерецкого района Камчатского края России.
Расположены около вулкана Кошелева, в кратере Валентин на термальной площадке в его юго-восточной части у подножия сопки Фумарольной.
На текущий период наблюдается активная фумарольная деятельность.
Её поверхность покрыта буграми из глиноподобной массы, ямами, рытвинами. Много лежащих то в одиночку, то кучами лавовых глыб. Грунт сильно нагревается и очень зыбкий, кругом вырываются многочисленные струи пара, в углублениях часты грязевые котлы с пузырящейся глинистой массой. Здесь действуют несколько десятков мощных струй перегретого пара с температурой до 150 °C и скоростью выше 100 м/с. Выделения пара настолько интенсивны, что видимость порой ограничивается несколькими метрами. Общий дебит всех парогидротерм составляет 75 л/с.
Газовая часть состоит — из углекислого газа (68 %), метана (17 %), сернистого газа (5,6 %), аммония и других газов.
Местами земля проваливается под ногами, и проходить надо с большой осторожностью. Имеется большой риск получить сильнейший ожог от перегретого пара (струи пара иногда действуют с непредсказуемой периодичностью) или провалиться в неприметный грязевый котёл.